# Матрёновка (Брянская область)
Матрёновка — деревня в Жуковском районе Брянской области, в составе Ходиловичского сельского поселения. 
 Расположена в 2,5 км к северу от деревни Косилово. Население — 2 человека (2010).

## История
Упоминается с XIX века; бывшее владение Бородовицыных, Потресовых. Состояла в приходе села Бацкино.
С 1861 по 1925 входила в состав Фошнянской волости Брянского (с 1921 — Бежицкого) уезда; позднее в Жуковской волости, Жуковском районе (с 1929). С 1920-х гг. по 2005 — в Косиловском сельсовете.
20 мая 1943 года была полностью сожжена немецкими оккупантами за содействие партизанам (погибло 243 человека). В 1951 году был установлен памятник жертвам этой трагедии.
| Годы      | 1866 | 1926 | 1979 | 1989 | 2002 | 2010 |
| --------- | ---- | ---- | ---- | ---- | ---- | ---- |
| Население | 162  | 395  | 36   | 16   | 6    | 2    |